# Municipio de Little River (condado de Pemiscot, Misuri)
Little River Township es un municipio del condado de Pemiscot, Misuri, Estados Unidos. Según el censo de 2020, tiene una población de 605 habitantes.
Tiene un código de clase Z1, que indica que no está en funcionamiento (non-functioning county subdivision).

## Geografía
La subdivisión está ubicada en las coordenadas 36°21′15″N 89°51′27″O / 36.35417, -89.85750. Según la Oficina del Censo de los Estados Unidos, tiene una superficie total de 134.09 km², de los cuales 132.63 km² corresponden a tierra firme y 1.46 km² están cubiertos de agua.

## Demografía
Según el censo de 2020, hay 605 personas residiendo en la zona. La densidad de población es de 4.56 hab./km². El 80.2 % de los habitantes son blancos, el 12.4 % son afroamericanos, el 0.2 % es amerindio, el 0.2 % es asiático, el 1.0 % son de otras razas y el 6.1 % son de una mezcla de razas. Del total de la población, el 1.5 % son hispanos o latinos de cualquier raza.